# Wang Mengjie
Wang Mengjie (chino: 王梦洁; pinyin: Wáng Mèngjié; 14 de noviembre de 1995) es una jugadora de voleibol china.
Juega como líbero en la selección femenina de voleibol de China. También juega para el club Shandong desde 2013.

## Trayectoria
Ella formó parte del equipo de China en 2017 que participó en el Grand Prix de Voleibol en Macao. El equipo, que incluyó a Zhu Ting, Qian Jingwen, Zheng Yixin y Wang Yunlu jugó contra Estados Unidos, Turquía e Italia. La parte final de la competición fue en Nankín, donde el equipo quedó en cuarto lugar.

## Clubes
- Shandong (2013–presente)
- Sichuan (2017) (prestada)
- Zhejiang (2018) (prestada)